# Gorenje pri Divači
Gorenje pri Divači – wieś w Słowenii, w gminie Sežana. W 2018 roku liczyła 132 mieszkańców.